# Vassy (Calvados)
Vassy è un comune francese di 1 822 abitanti situato nel dipartimento del Calvados nella regione della Normandia. Dal 1º gennaio 2016 è stato accorpato con altri 13 comuni per formare il comune di Valdallière, del quale costituisce comune delegato.

## Storia
Il 1º gennaio 2016 i comuni di Bernières-le-Patry, Burcy, Chênedollé, Le Désert, Estry, Montchamp, Pierres, Presles, La Rocque, Rully, Saint-Charles-de-Percy, Le Theil-Bocage, Vassy e Viessoix si sono uniti per formare il nuovo comune di Valdallière.

## Società

### Evoluzione demografica
Abitanti censiti